# La Guerre de Troie
Pour l’article homonyme, voir Guerre de Troie.
Pour plus de détails, voir Fiche technique et Distribution.
La Guerre de Troie (La guerra di Troia) est un film (péplum) franco-italien réalisé par Giorgio Ferroni, sorti en 1961.
Le film s'inspire librement du mythe grec antique de la guerre de Troie et en particulier de l’Iliade, dont il s'écarte en plaçant au premier plan le héros troyen Énée dont il développe des aventures originales.

## Synopsis
Depuis 10 ans, les Grecs assiègent la ville de Troie pour rendre à Ménélas, roi de Sparte, la belle Hélène (son épouse) enlevée par le prince Troyen Pâris avec l'aide de la déesse Aphrodite. Achille vient de tuer le valeureux Hector (frère de Pâris et fils du roi Priam), qui avait tué Patrocle, proche compagnon d'Achille. Priam vient demander à Achille le corps de son fils. Après de longues discussions, le roi troyen parvient à récupérer le cadavre de son fils aîné pour lui accorder les funérailles dignes de son grade de prince.
Les Troyens sollicitent une trêve auprès des Grecs qui acceptent. Énée, l'un des plus valeureux guerriers troyens, est secrètement envoyé en mission afin de constituer une armée de cavaliers qui permettra de chasser définitivement les Grecs. En échange de la trêve ceux-ci reçoivent des otages et surtout du bois à la demande d'Ulysse qui imagine un piège redoutable sous la forme séduisante d'une statue en forme de cheval dédiée à Poséidon.

## Fiche technique
- Titre : La Guerre de Troie
- Titre original : La guerra di Troia
- Réalisation : Giorgio Ferroni
- Scénario : Giorgio Ferroni, Ugo Liberatore, Giorgio Stegani et Federico Zardi
- Musique : Mario Ammonini et Giovanni Fusco
- Photographie : Rino Filippini
- Montage : Antonietta Zita
- Production : Giampaolo Bigazzi
- Société de production : Compagnie Industrielle et Commerciale Cinématographique, Europa Cinematografica, Les Films Modernes et Lovcen Film
- Pays :  Italie,  France et  Yougoslavie
- Genre : Aventure, drame, historique et guerre
- Durée : 105 minutes
- Dates de sortie : 
  - Italie : 26 octobre 1961
  - France : 29 décembre 1961
- Affiches : Macario Gómez Quibus (Espagne)

## Distribution
- Steve Reeves  (V.F. : Raymond Loyer) : Énée
- Juliette Mayniel : Créuse
- Edy Vessel : Hélène
- Lydia Alfonsi  (V.F. : Claude Gensac) : Cassandre
- John Drew Barrymore  (V.F. : Michel Le Royer) : Ulysse
- Carlo Tamberlani  (V.F. : Yves Brainville) : Ménélas
- Nerio Bernardi  (V.F. : Louis Arbessier) : Agamemnon
- Mimmo Palmara  (V.F. : René Arrieu) : Ajax
- Warner Bentivegna (it)  (V.F. : Bernard Dhéran) : Pâris
- Nando Tamberlani (it)  (VF : Maurice Pierrat) : Priam
- Luciana Angiolillo  (VF : Nadine Alari) : Andromaque
- Arturo Dominici (VF : Jean Davy) : Achille
- Bianca Doria : Hecube
- Benito Stefanelli (VF : William Sabatier) : Diomède
- Nello Pazzafini : un achéen
- Luigi Ciavarro : Aristote
- Glauco Onorato  (VF : Michel Gatineau) : Glaucus
- Giancarlo Bastianoni  (VF : Gabriel Cattand) : Acate
- Nino Marchetti  (VF : Jean-Henri Chambois) : un membre du conseil
- Giovanni Vari  (VF : Jean-Francois Laley) : Achylas
- Giulio Maculani  (VF : Paul Emile Deiber) : Cinone
- Giovanni Cianfriglia
- Narrateur de la version française : René Arrieu